# Verduno
Verduno (Vërdun in piemontese) è un comune italiano di 566 abitanti della provincia di Cuneo in Piemonte.
È un centro di produzione vitivinicola (Barolo e Pelaverga) e ospita l'ospedale zonale che serve il territorio attorno ai centri urbani di Alba e Bra. 
Il paese ha dato i natali al beato Sebastiano Valfrè.

## Storia

### Simboli
Lo stemma comunale è stato riconosciuto con DCG del 3 dicembre 1937.
L'immagine nello stemma riprende un disegno del 1824 dipinto su un documento del Comune. Dopo la caduta del fascismo il capo del Littorio, ornamento obbligatorio all'epoca della concessione, è stato svuotato dei suoi simboli.
Il gonfalone è un drappo rettangolare di azzurro.

## Società

### Evoluzione demografica
Abitanti censiti

### Etnie e minoranze straniere
Secondo i dati Istat al 31 dicembre 2017, i cittadini stranieri residenti a Verduno sono 61, così suddivisi per nazionalità, elencando per le presenze più significative:
1. Romania, 31

## Economia
Il comune di Verduno fa parte degli 11 comuni dove è possibile vinificare e produrre il Barolo. Inoltre viene prodotto il vino DOC Verduno Pelaverga, basato sul vitigno omonimo.

## Amministrazione
Di seguito è presentata una tabella relativa alle amministrazioni che si sono succedute in questo comune.
| Periodo        | Periodo        | Primo cittadino               | Partito                         | Carica  | Note   |
| -------------- | -------------- | ----------------------------- | ------------------------------- | ------- | ------ |
| 20 giugno 1985 | 6 giugno 1990  | Giovanni Battista Alessandria | lista civica                    | Sindaco | [ 10 ] |
| 6 giugno 1990  | 24 aprile 1995 | Renata Salvano                | Democrazia Cristiana            | Sindaco | [ 10 ] |
| 24 aprile 1995 | 14 giugno 1999 | Renata Salvano                | -                               | Sindaco | [ 10 ] |
| 14 giugno 1999 | 14 giugno 2004 | Renata Salvano                | lista civica                    | Sindaco | [ 10 ] |
| 14 giugno 2004 | 8 giugno 2009  | Ignazio Fortino               | lista civica                    | Sindaco | [ 10 ] |
| 8 giugno 2009  | 26 maggio 2014 | Alfonso Brero                 | lista civica                    | Sindaco | [ 10 ] |
| 26 maggio 2014 | 27 maggio 2019 | Alfonso Brero                 | lista civica: Verduno per tutti | Sindaco | [ 10 ] |
| 27 maggio 2019 | 28 maggio 2024 | Marta Giovannini              | lista civica: AdessoVerduno!    | Sindaco | [ 10 ] |
| 28 maggio 2024 | in carica      | Marta Giovannini              | lista civica: AdessoVerduno!    | Sindaco | [ 10 ] |

### Galleria d'immagini

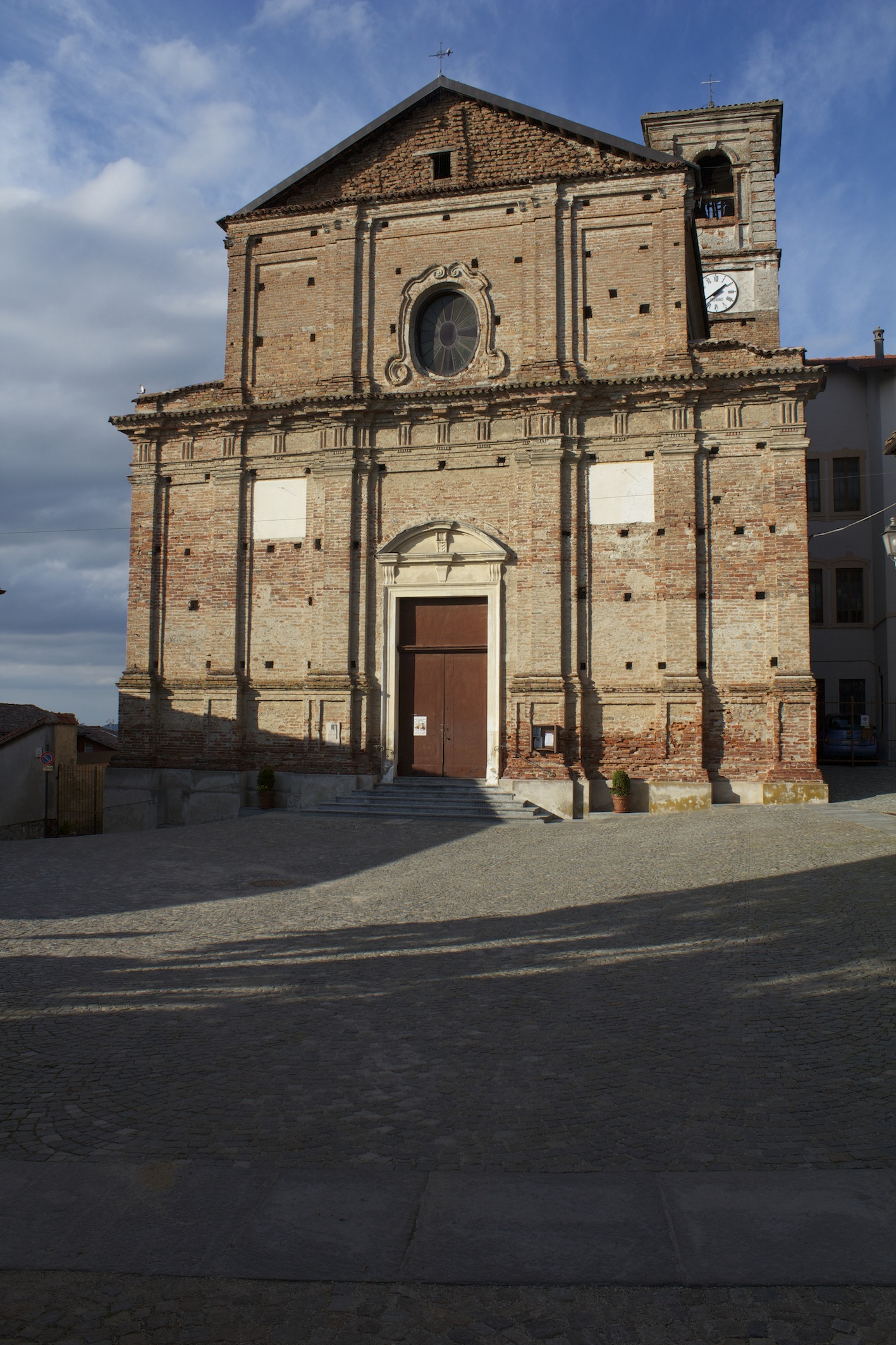
Chiesa di San Michele
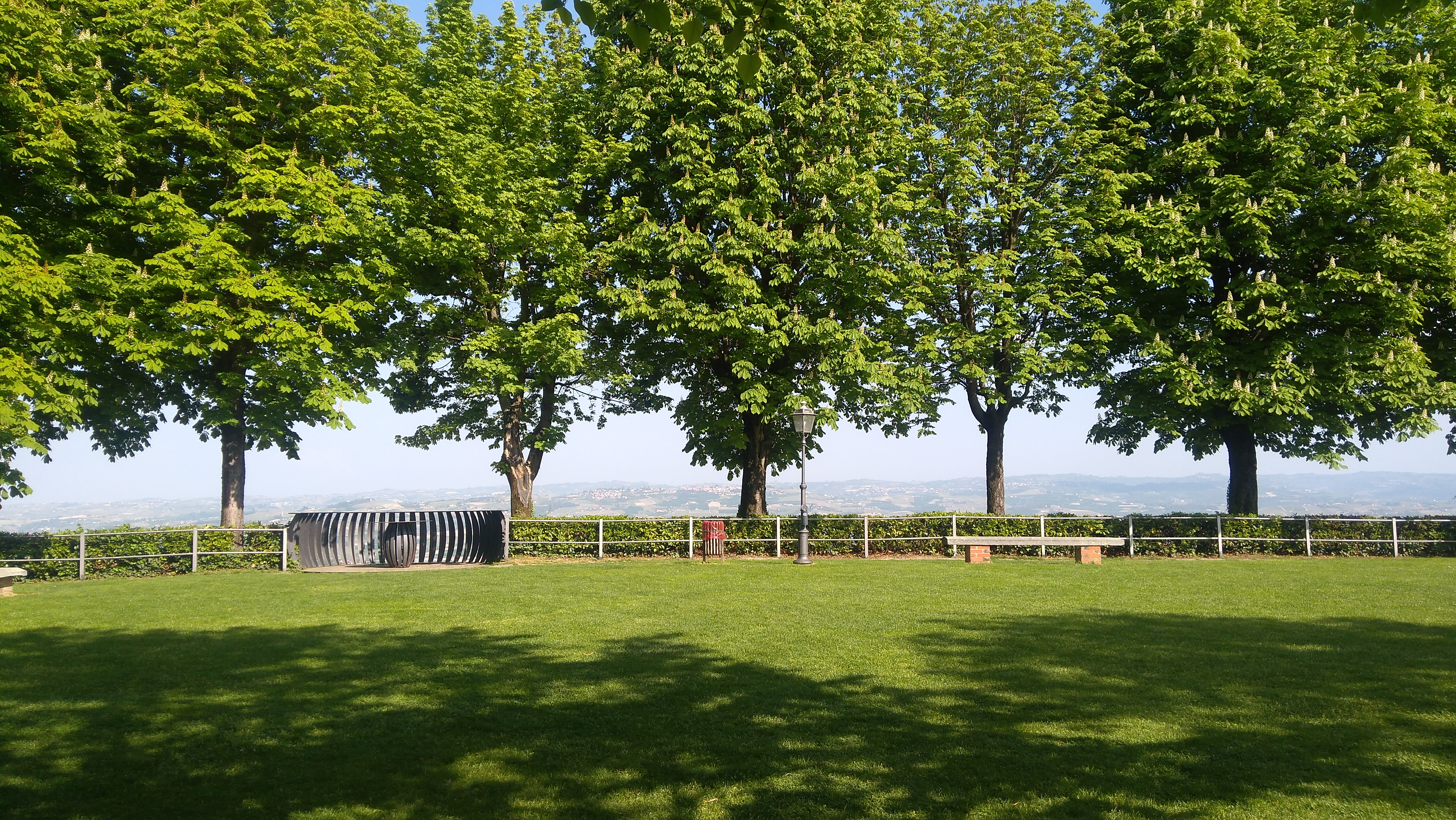
Piazzale del belvedere di Verduno
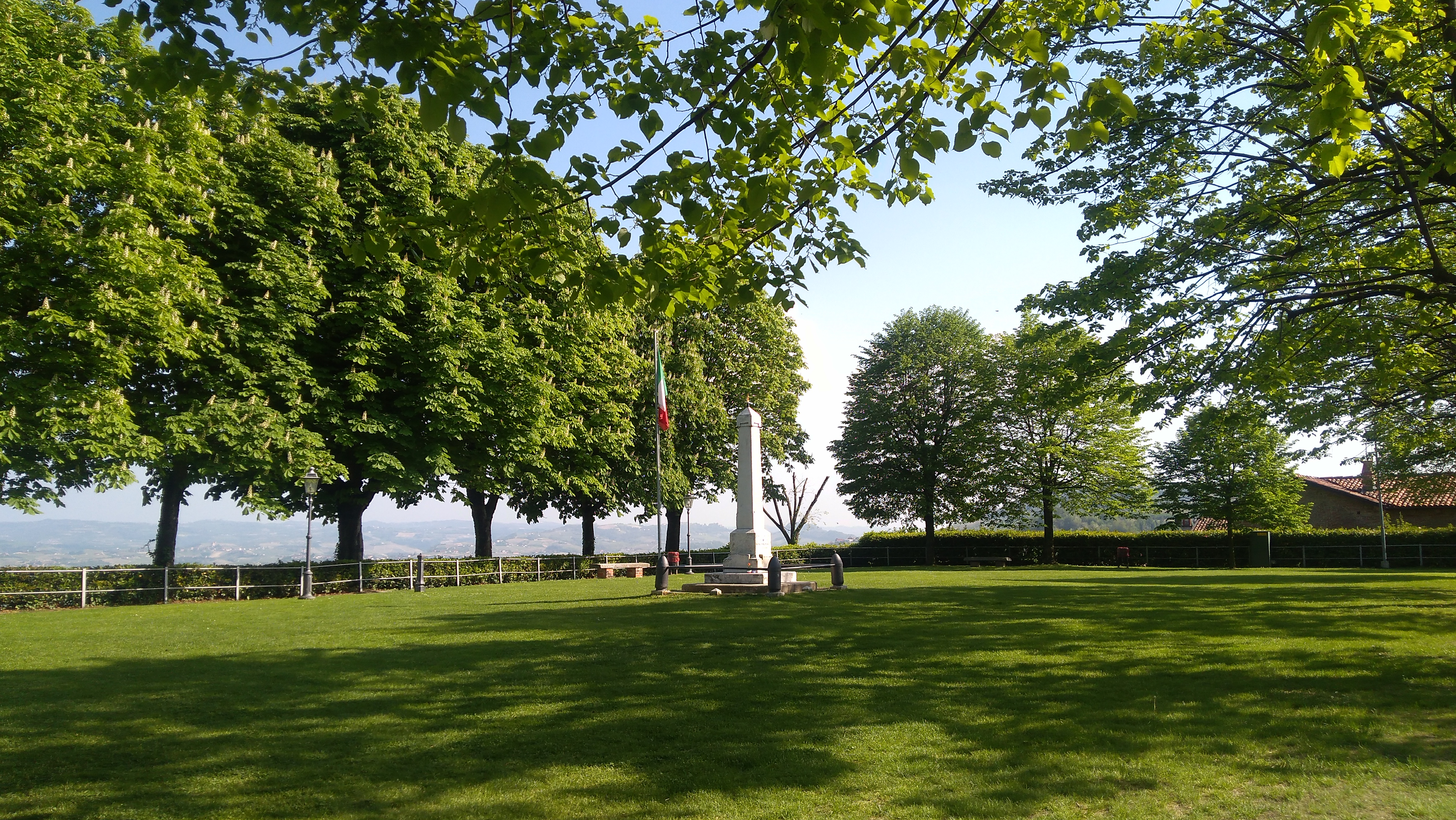
Monumento del belvedere
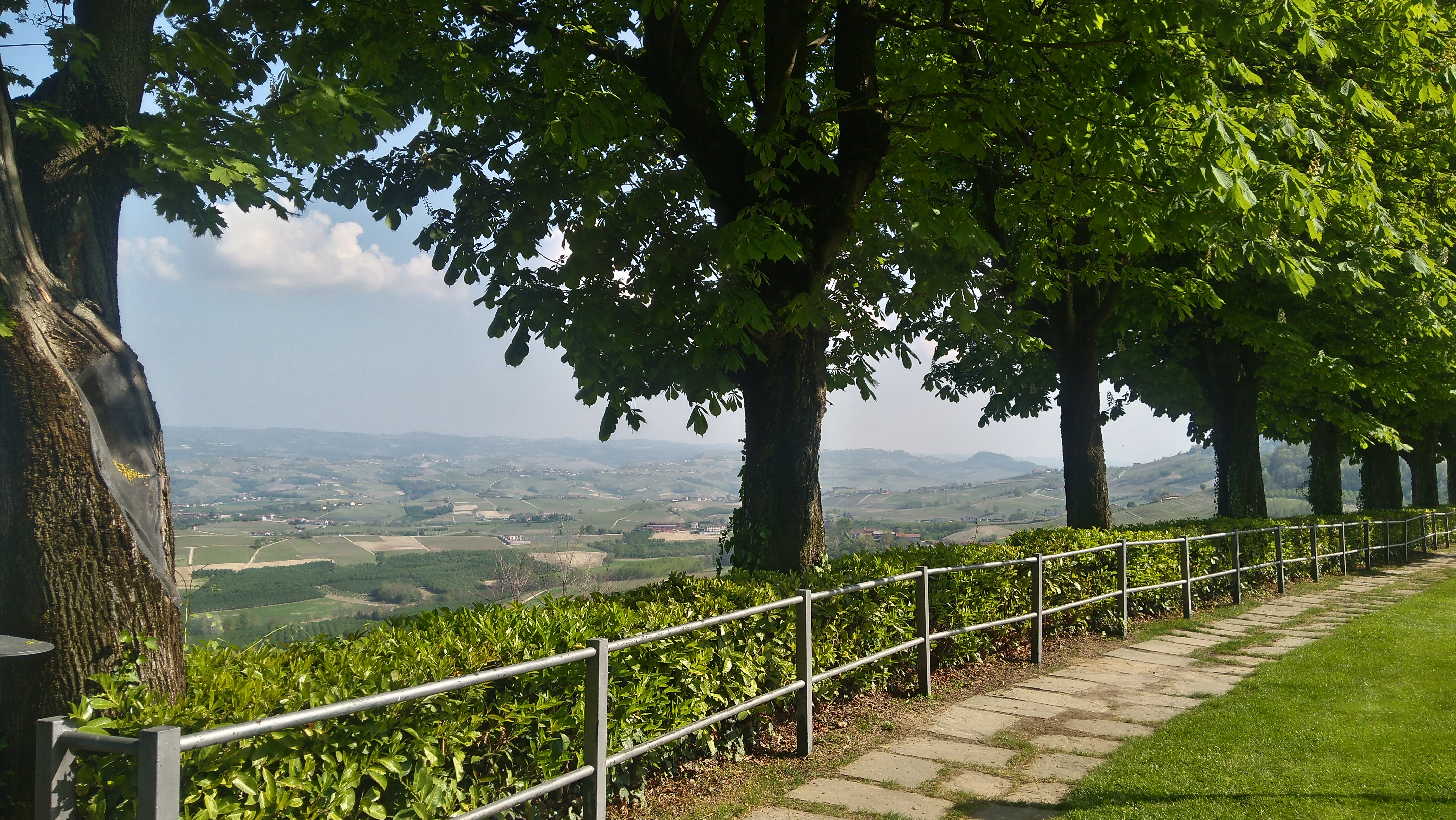
Altra angolatura del belvedere
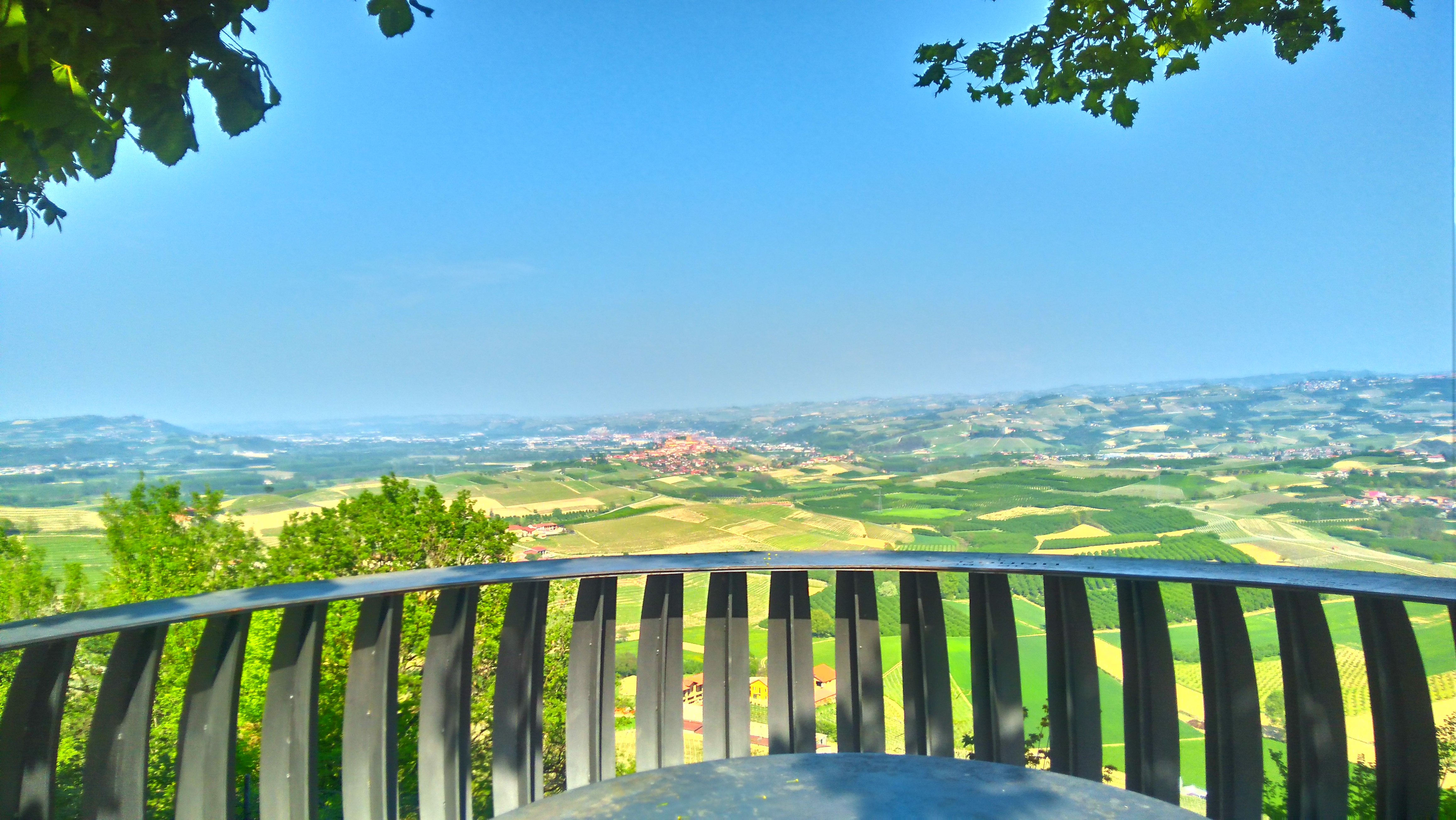
Panorama dalla rosa dei venti verso Roddi e Alba
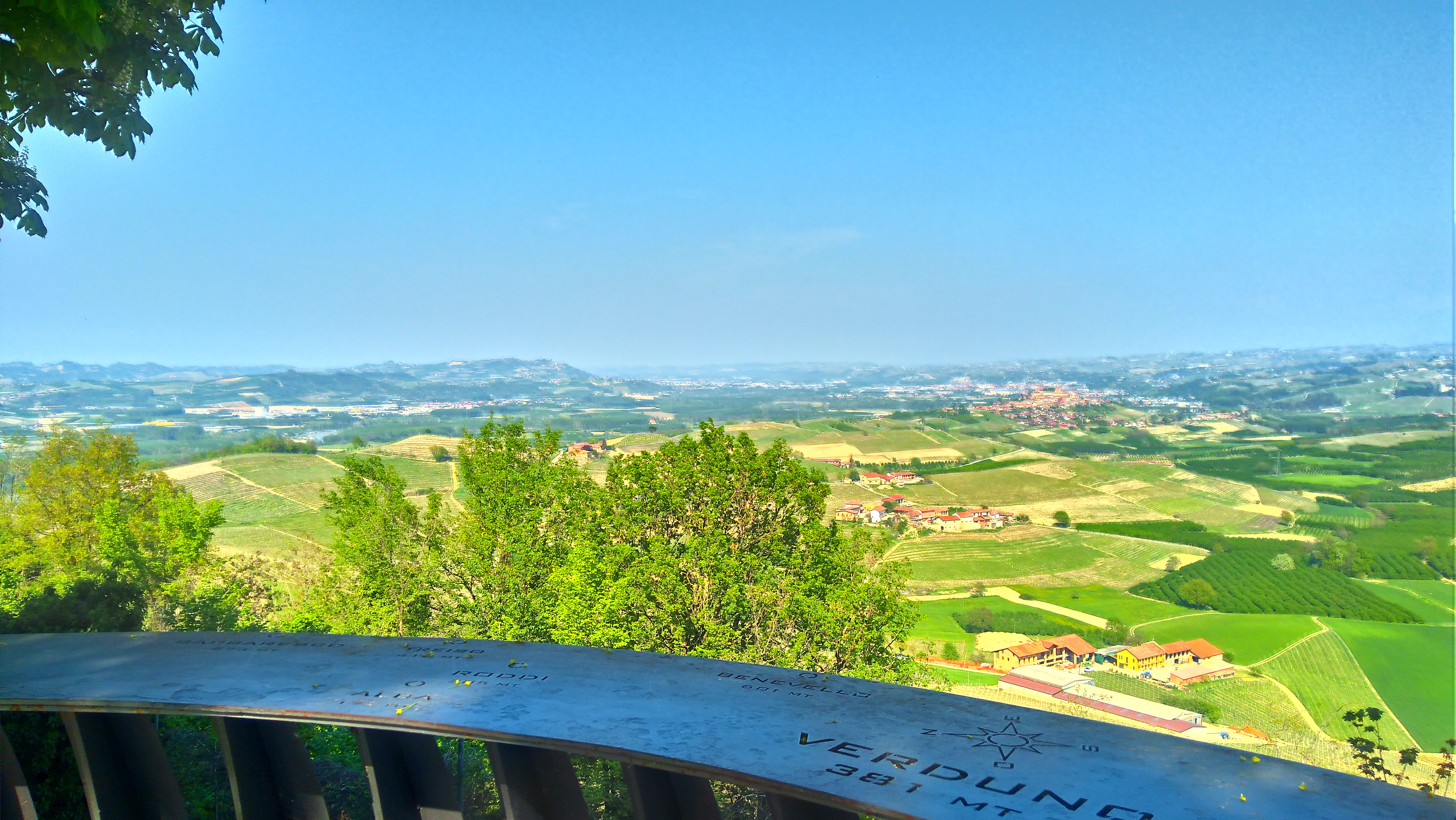
Panorama sulle Langhe